# Myioborus cardonai
Myioborus cardonai е вид птица от семейство Parulidae. Видът е почти застрашен от изчезване.

## Разпространение
Видът е разпространен във Венецуела.